# Bílov
Bílov är en ort i Tjeckien. Den ligger i den östra delen av landet, 260 km öster om huvudstaden Prag. Bílov ligger 349 meter över havet och antalet invånare är 534.
Terrängen runt Bílov är platt åt sydost, men åt nordväst är den kuperad. Runt Bílov är det ganska tätbefolkat, med 248 invånare per kvadratkilometer. Närmaste större samhälle är Nový Jičín, 15,5 km söder om Bílov. Trakten runt Bílov består till största delen av jordbruksmark.